# Llano Pantanoso
Llano Pantanoso är en ort i Mexiko.   Den ligger i kommunen Malinaltepec och delstaten Guerrero, i den sydöstra delen av landet, 250 km söder om huvudstaden Mexico City. Llano Pantanoso ligger 1 471 meter över havet och antalet invånare är 329.
Terrängen runt Llano Pantanoso är kuperad åt sydväst, men åt nordost är den bergig. Runt Llano Pantanoso är det ganska glesbefolkat, med 23 invånare per kvadratkilometer. Närmaste större samhälle är Malinaltepec, 4,0 km nordost om Llano Pantanoso. I omgivningarna runt Llano Pantanoso växer i huvudsak städsegrön lövskog.